# ラフィタ (小惑星)
ラフィタ (1644 Rafita) は、小惑星帯に位置する小惑星。小規模な小惑星族を代表する天体である。
スペインの天文学者、ラファエル・カラスコがマドリードで発見した。発見者の下の息子に因んで命名された。